# Это не любовь
«Э́то не любо́вь…» — четвёртый студийный альбом советской рок-группы «Кино», записанный за две недели в период май—июнь и выпущенный 14 сентября 1985 года.

## История альбома
Решение записать новый альбом пришло к Виктору Цою внезапно. Поскольку в то время у студии Андрея Тропилло начались проблемы, группе приходилось записываться урывками. Цой, сочинивший много песен про любовь, решил записать их в отдельный альбом, тем более что студия Алексея Вишни, располагавшаяся в непосредственной близости от студии Тропилло, была очень удобна. Летом 1985 года, отложив недоделанный альбом «Ночь», коллектив собрался на студии Вишни для записи следующего альбома «Это не любовь». По воспоминаниям Алексея Вишни, он пытался создать членам группы хорошее настроение, так как сам Вишня женился весной 1985 года. Весь альбом был записан быстро, буквально за пару недель. Поразил всех басист Александр Титов, сыгравший за один день все партии бас-гитары.
В качестве ударника группы был указан Георгий Гурьянов, хотя Вишня утверждал, что Гурьянов записал в альбоме только несколько бэк-вокалов, а программированием драм-машины занимались Каспарян и сам Вишня. Цой, однако, подписал Гурьянова как ударника из соображений, что Вишня «не является ударником».
Автором обложки альбома стал сам Цой. В качестве материала для обложки послужила фотография девушки из иностранного журнала об искусстве. Остальные элементы — фиолетовые полосы и надпись на косой линейке — были дорисованы Цоем в процессе подготовки обложки. Сама же надпись «КИНО» была выполнена путём склеивания слогов КИ и НО, вырезанных из других журналов. Был также подготовлен второй вариант обложки, выполненный совместными усилиями Цоя и Георгия Гурьянова, однако он был отбракован и не был известен широкой публике до 2022 года.
Песня «Саша» в альбоме обрела канонический вариант — для её записи Вишня в первый и последний раз в истории «Кино» применил приём воспроизведения инструментальной болванки наоборот, ранее применявшийся Андреем Тропилло при записи альбомов группы «Аквариум». Впоследствии Вишня применил схожий эксперимент при записи альбома группы «Кофе» «Баланс».

### Перезапись
15 марта 2024 года вышла перезаписанная версия альбома и студийное видео с программой перезаписи. Продюсер группы Александр Цой ранее отметил: «Качество записи в начале 1980-х не позволило полностью оценить эти песни: вроде бы все инструменты слышно, но цельной картинки нет. Спустя 40 лет эта музыка получает тот звук, которого заслуживает».
21 июня состоится концертная презентация перезаписи альбома в Ледовом дворце Санкт-Петербурга. Программа получила название «История этого мира» по строчке из песни «Вопрос», аналогичное название имеет сборник группы 2000 года.

## Восприятие
Это модный альбом. Очень. Я согласен. «Это не любовь», «Ты выглядишь так несовременно рядом со мной»… Шедевральные совершенно вещи, за один день записанные… «Это не любовь» вышел гораздо раньше, чем «Ночь», и он был гораздо моднее… Я был счастлив и хвастался без зазрения совести, хотя там нет живых барабанов, на этом альбоме. Жалко, конечно, но не было возможности их записать. У нас же не было возможности записывать музыку нормально. Была точка Тропилло, но там нельзя было барабаны записывать, только драм-машину, в квартирке у Вишни тоже невозможно было поставить барабаны…— Георгий Гурьянов об альбоме
Группа «Кино» положительно отнеслась к новому альбому. Виктор Цой утверждает, что, по замыслу, этот альбом был предназначен молодым ребятам, а оказалось, что эту иронию улавливают более взрослые люди. Юрий Каспарян сказал, что «Это не любовь» — первый альбом, который он мог без зазрения совести показывать, давать послушать, потому что предыдущие были экспериментальными. Мнение музыкантов отличается от мнения Андрея Тропилло, который весьма критически отозвался об альбоме. «Это не любовь» стал последним «романтическим» альбомом «Кино»: последующие альбомы были «героическими» и «серьёзными».
В 2010 году альбом занял десятое место в списке «50 лучших русских альбомов всех времен», составленном журналом «Афиша» по итогам опроса молодых российских музыкантов:

В альбоме «Это не любовь» мне нравится практически все: и наличие очень уместной драм-машины, и изобретательный бас Титова, и то, как гитарки бренчат, и дурашливые «шалалала», «ду-ду-ду-ду», «ооооо», и спецэффекты, и даже заметные отсылки к музыке The Smiths, а кое-где — и прямые цитаты из The Cure, только подчёркивающие своевременность музыки «Кино». Все это, разумеется, не считая самих песен, от которых весело и радостно, и жалко, что они не написаны тобой. Поскольку я знакомился с «Кино» справа налево, то есть от поздних альбомов к более ранним, то и «Это не любовь» я целиком прослушал уже в относительно зрелом возрасте… И не особенно впечатлился, поскольку находил их слишком легкомысленными для человека, умеющего дать прикурить с ножевой раной в животе и уйти в ночь под звуки «Группы крови».
Первое время я думал, что Цой — певец из Казахстана, что песни, где он поёт про город, посвящены Алма-Ате. Очень удивился, когда выяснилось, что это не так, и открытие это по времени совпало с прослушиванием «Это не любовь». Цой оказался не совсем тем, кем представлялся поначалу, и, вдобавок ко всему, стал больше походить на живого человека. Прекрасный образец русской поп-музыки — вот что такое этот альбом.
— Илья Черепко-Самохвалов («Петля Пристрастия»), 2010 год
В 2020 году журнал «УндергрундХерос» назвал альбом первой советской пластинкой в жанре «джэнгл-поп»:

Почему именно «Это не любовь»? Почему не «45» и не «Ночь»? Да потому, что записанному за две недели материалу суждено было стать первым советским альбомом в жанре джэнгл-поп, когда жанра подобного у нас и не знали. Так называли лёгкую и бодрую гитарную поп-музыку в начале восьмидесятых, когда появились The Feelies и R.E.M.. Так или иначе, гитарные поп-мотивы с использованием драм-машины заворожили всю страну и завораживают до сих пор.
— интернет-журнал «УндергрундХерос», 15 июня 2020

## Список композиций

### Издание Moroz Records
Все тексты написаны Виктором Цоем, вся музыка написана участниками «Кино».
| №                   | Название                                 | Длительность |
| ------------------- | ---------------------------------------- | ------------ |
| 1.                  | «Это не любовь»                          | 3:28         |
| 2.                  | «Весна»                                  | 2:00         |
| 3.                  | «Уходи»                                  | 4:36         |
| 4.                  | «Город»                                  | 3:44         |
| 5.                  | «Это — любовь» (Проснись)                | 3:32         |
| 6.                  | «Рядом со мной»                          | 3:51         |
| 7.                  | «Я объявляю свой дом» (Безъядерная зона) | 2:22         |
| 8.                  | «Саша»                                   | 3:16         |
| 9.                  | «Верь мне»                               | 5:33         |
| 10.                 | «Дети проходных дворов»                  | 1:46         |
| 11.                 | «Музыка волн»                            | 4:10         |
| Общая длительность: | Общая длительность:                      | 38:18        |

| №                   | Название                                                                | Длительность |
| ------------------- | ----------------------------------------------------------------------- | ------------ |
| 12.                 | «Разреши мне…»                                                          | 4:21         |
| 13.                 | «Стишок» (Отрывок текста песни «Принцесса» из репертуара группы «Кофе») | 0:13         |
| 14.                 | «Прохожий»                                                              | 3:34         |
| Общая длительность: | Общая длительность:                                                     | 46:27        |

### Издание Maschina Records
| №                   | Название                | Длительность |
| ------------------- | ----------------------- | ------------ |
| 1.                  | «Это не любовь»         | 3:45         |
| 2.                  | «Весна»                 | 2:10         |
| 3.                  | «Уходи»                 | 4:54         |
| 4.                  | «Город»                 | 4:00         |
| 5.                  | «Проснись»              | 3:48         |
| 6.                  | «Рядом со мной»         | 4:08         |
| 7.                  | «Я объявляю свой дом»   | 2:33         |
| 8.                  | «Саша»                  | 3:28         |
| 9.                  | «Верь мне»              | 5:52         |
| 10.                 | «Дети проходных дворов» | 2:06         |
| 11.                 | «Музыка волн»           | 4:20         |
| Общая длительность: | Общая длительность:     | 40:57        |

### Ремейк 2024 года
| №                   | Название                | Длительность |
| ------------------- | ----------------------- | ------------ |
| 1.                  | «Это не любовь»         | 3:25         |
| 2.                  | «Весна»                 | 2:09         |
| 3.                  | «Уходи»                 | 4:55         |
| 4.                  | «Город»                 | 3:37         |
| 5.                  | «Проснись»              | 3:38         |
| 6.                  | «Рядом со мной»         | 3:46         |
| 7.                  | «Я объявляю свой дом»   | 2:28         |
| 8.                  | «Саша»                  | 3:24         |
| 9.                  | «Верь мне»              | 4:52         |
| 10.                 | «Дети проходных дворов» | 1:55         |
| 11.                 | «Музыка волн»           | 4:19         |
| Общая длительность: | Общая длительность:     | 38:23        |

## Участники записи
- Виктор Цой — вокал, гитара
- Юрий Каспарян — гитара, клавишные, драм-машина
- Александр Титов — бас-гитара (1-11)
- Алексей Вишня — звукорежиссёр
- Елена Вишня — плач (8)
- Всеволод Гаккель — виолончель (8)
- Георгий Гурьянов — бэк-вокал, ударные
- Игорь Тихомиров — бас-гитара (12,14)

## Издания
Батагов вошёл ко мне с чёртиком в глазах. Вынул из портфеля две бутылки коньяка:
— «Сначала мы должны отметить, выпить немного, и только после этого я могу показать вам пластинку».
— «Почему? Давай вынимай, интересно же».
— «Нет, — Слава был твёрд, — поверьте, так будет лучше».
Слово за слово, рюмка за рюмкой, я травил какую-то байку и вдруг… доведя нас до надлежащей кондиции, он расстегнул свой портфель и достал грампластинку. На серебристом фоне известный рисунок. Под ним надпись:
«KINO. ЭТО НЕ ИЮЪВЬ…»
Оторжавшись над обложкой, я внимательно рассмотрел вкладыш. Там были тексты песен, все примерно в подобной транскрипции. Дело было в том, что у меня в доме не было печатной машинки. Супруга написала все тексты от руки. Аккуратно написала, но переводчик был корейский, не иначе. Там были такие ляпы!
«Тъ звонтшъ мне каждый день
Я нк знаю, как мнк бъшь
Я нк знаю, как мне дать тебе помять».— Алексей Вишня
В 2022 году издательство «Maschina Records» сделало переиздание альбома с оригинальной обложкой, выполненной Цоем, и с оригинальной скоростью воспроизведения (более ранние издания были выполнены с коррдубля, запись на котором была завышена на полтона).
| Регион           | Дата | Лейбл                             | Форматы | Каталог      |
| ---------------- | ---- | --------------------------------- | ------- | ------------ |
| СССР             | 1985 | «Яншива Шела»                     | CS      | KINO-ENL     |
| Республика Корея | 1991 | Yedang Entertainment Co. Ltd      | CD      | YDCD-103     |
| Республика Корея | 1991 | Yedang Entertainment Co. Ltd      | CS      | YDC-1113     |
| Республика Корея | 1991 | Music Design Records Co. Ltd      | LP      | MYR-2003     |
| Россия           | 1993 | «АнТроп»                          | LP      | ATR 70079    |
| Россия           | 1994 | Moroz Records                     | CD      | MR 94012 CD  |
| Россия           | 1994 | Moroz Records                     | CS      | MR 94015 MC  |
| Германия         | 1995 | Konzert Agentur Michael Friedmann | CD      | Vol. 5       |
| Россия           | 1996 | Moroz Records                     | CD      | MR 96117 CD  |
| Россия           | 1996 | Moroz Records                     | CD      | MR 96151 CD  |
| Россия           | 1996 | Moroz Records                     | CS      | MR 96004 MC  |
| Россия           | 1998 | Moroz Records                     | CD      | dMR 01798 CD |
| Россия           | 2012 | Moroz Records                     | CD      | MR 12032 dCD |
| Россия           | 2012 | Moroz Records                     | LP      | MR 12018 LP  |
| Россия           | 2022 | Maschina Records                  | LP      | MKK851LP     |
| Россия           | 2022 | Maschina Records                  | CD      | MKK851CD     |
| Россия           | 2022 | Maschina Records                  | CS      | MKK851MC     |